# Гуньба тонка
Гуньба колосиста (Trigonella striata) — вид квіткових рослин родини бобових (Fabaceae).

## Таксономія
За іншими даними вважається синонімом до Medicago medicaginoides (Retz.) E. Small

## Поширення
Болгарія, Греція, Іран, Киргизстан, Крим, Північний Кавказ, Росія, Південний Кавказ, Узбекистан, колишня Югославія.
В Україні вид росте у Криму (передгір'я), зрідка.